# Зульцер, Йозеф
Йозеф Зульцер (нем. Joseph Sulzer; 11 февраля 1850 года — 14 января 1926 года) — австрийский виолончелист и композитор еврейского происхождения. Сын кантора Соломона Зульцера.

## Биография
Окончил Венскую консерваторию (1869), ученик Карла Шлезингера. Несколько лет гастролировал по Европе, короткое время преподавал в Бухаресте. В 1873 г. вернулся в Вену и поступил в оркестр Венской придворной оперы. В 1880—1883 гг. виолончелист Квартета Хельмесбергера, выступал также в составе квартета под руководством Карла Прилля. До 1901 г. играл в Венском филармоническом оркестре.
Преподавал частным образом (в том числе детям австрийского премьер-министра графа Тааффе). Редактировал новое издание 21 этюда для виолончели соло Жана Луи Дюпора.
Автор сочинений для виолончели и фортепиано, из которых наиболее известна Сарабанда Op. 8 (1888, в переложении для скрипки и фортепиано записывалась Мишей Эльманом и Фрицем Крейслером, в переложении для альта и фортепиано — Лайонелом Тертисом).